# Juan Ayuso
Juan Ayuso Pesquera (Barcelona, 16 september 2002) is een Spaans wielrenner die in juni 2021, op 18-jarige leeftijd, prof werd bij UAE Team Emirates.

## Palmares

### Overwinningen
2019
 Spaans kampioen op de weg, Junioren
2020
 Spaans kampioen op de weg, Junioren
 Spaans kampioen tijdrijden, Junioren
Gipuzkoa Klasika
2021
Trofeo Piva
Ronde van Belvedere
2e, 5e en 7e etappe Ronde van Italië, Beloften
Eind-, punten-, berg- en jongerenklassement Ronde van Italië, Beloften
2022
Jongerenklassement Ronde van Romandië
Circuito de Getxo
2023
3e etappe (ITT) Ronde van Romandië
5e en 8e etappe Ronde van Zwitserland
Jongerenklassement Ronde van Spanje
2024
Faun-Ardèche Classic
1e etappe (ITT) Tirreno-Adriatico
Jongerenklassement Tirreno-Adriatico
Eind- en jongerenklassement Ronde van het Baskenland
4e etappe (ITT) Ronde van Luxemburg
2025
Drôme Classic
Trofeo Laigueglia
6e etappe Tirreno-Adriatico
Eind- en jongerenklassement Tirreno-Adriatico
3e etappe Ronde van Catalonië
Jongerenklassement Ronde van Catalonië
7e etappe Ronde van Italië

### Resultaten in voornaamste wedstrijden
| Jaar | Ronde van Italië | Ronde van Frankrijk | Ronde van Spanje |
| ---- | ---------------- | ------------------- | ---------------- |
| 2021 |                  |                     |                  |
| 2022 |                  |                     | ↑                |
| 2023 |                  |                     | 4e               |
| 2024 |                  | opgave              |                  |
| 2025 | opgave (1)       |                     |                  |

| Jaar | Amstel Gold Race | Waalse Pijl | Clásica San Sebastián |  | WK op de weg |
| ---- | ---------------- | ----------- | --------------------- |  | ------------ |
| 2021 |                  |             | 18e                   |  |              |
| 2022 | opgave           | opgave      | opgave                |  |              |
| 2023 |                  |             | 11e                   |  |              |
| 2024 | 21e              | opgave      |                       |  | 26e          |
| 2025 |                  |             | 39e                   |  |              |

### Resultaten in kleinere rondes
| Jaar | Tirreno-Adriatico | Ronde van het Baskenland | Ronde van Catalonië | Ronde van Romandië | Critérium du Dauphiné | Ronde van Zwitserland |
| ---- | ----------------- | ------------------------ | ------------------- | ------------------ | --------------------- | --------------------- |
| 2022 |                   |                          | 5e                  | 4e                 | opgave                |                       |
| 2023 |                   |                          |                     | 16e (1)            |                       | ↑ (2)                 |
| 2024 | ↑ (1)             | ↑                        |                     | 5e                 | opgave                |                       |
| 2025 | ↑ (1)             |                          | ↑ (1)               |                    |                       |                       |

(*) tussen haakjes aantal individuele etappeoverwinningen

## Ploegen
- 2021 –  Team Colpack Ballan (tot 14 juni)
- 2021 –  UAE Team Emirates (vanaf 15 juni)
- 2022 –  UAE Team Emirates
- 2023 –  UAE Team Emirates
- 2024 –  UAE Team Emirates
- 2025 –  UAE Team Emirates-XRG

Ardila · Ayuso (vanaf 15 juni) · Bjerg · Bystrøm · Conti · Costa · Covi · De la Cruz · Dombrowski · Fisher-Black (vanaf 14 juli) · Formolo · Gaviria · Gibbons · Hirschi · Kristoff · Laengen · Majka · Marcato · McNulty · Mirza · Molano · Muñoz · I. Oliveira · R. Oliveira · Pogačar · Polanc · Raboesjenka · Richeze · Trentin · Troia · Ulissi· Groß (stagiair)
Ackermann · Almeida · Ardila · Ayuso · Bennett · Bjerg · Brunel (tot 2/6) · Costa · Covi · Fisher-Black · Formolo · Gaviria · Gibbons · Groß · Hirschi · Hodeg · Laengen · Majka · McNulty · Mirza · Molano · I. Oliveira · R. Oliveira · Pogačar · Polanc · Richeze · Soler · Suter · Trentin · Troia · Ulissi · Andersen (stagiair) · Kluckers (stagiair) · Knight (stagiair)
Ackermann · Almeida · Ayuso · Bax · Bennett · Bjerg · Christen (vanaf 1/8) · Covi · Fisher-Black · Formolo · Gibbons · Groß · Großschartner · Hirschi · Hodeg · Laengen · Majka · McNulty · Molano · Novak · I. Oliveira · R. Oliveira · Pogačar · Polanc (tot 15/5) ·  Soler · Trentin · Ulissi · Vine · Vink · Wellens · Yates · Glivar (stagiair)
Almeida · Arrieta · Ayuso · Baroncini · Bax · Bjerg · Christen · Covi · del Toro · Fisher-Black · Großschartner · Hirschi · Hodeg · Laengen · Majka · McNulty · Molano · Morgado · Novak · I. Oliveira · R. Oliveira · Pogačar · Politt · Sivakov · Soler · Ulissi · Vine · Vink · Wellens · Yates